# Tinajones de Guanabano
Tinajones de Guanabano es una localidad peruana ubicada en el distrito de Frías, perteneciente a la provincia de Ayabaca del departamento de Piura, al norte del Perú.

## Ubicación
Tinajones de Guanabano se ubica al suroeste de la provincia de Ayabaca, en el distrito de Frías, en el departamento de Piura.

## Demografía
En 2017 Tinajones de Guanabano tenía una población de 40 habitantes.